# 埃伊米爾湖
39°49′27.22″N 32°49′43.91″E / 39.8242278°N 32.8288639°E

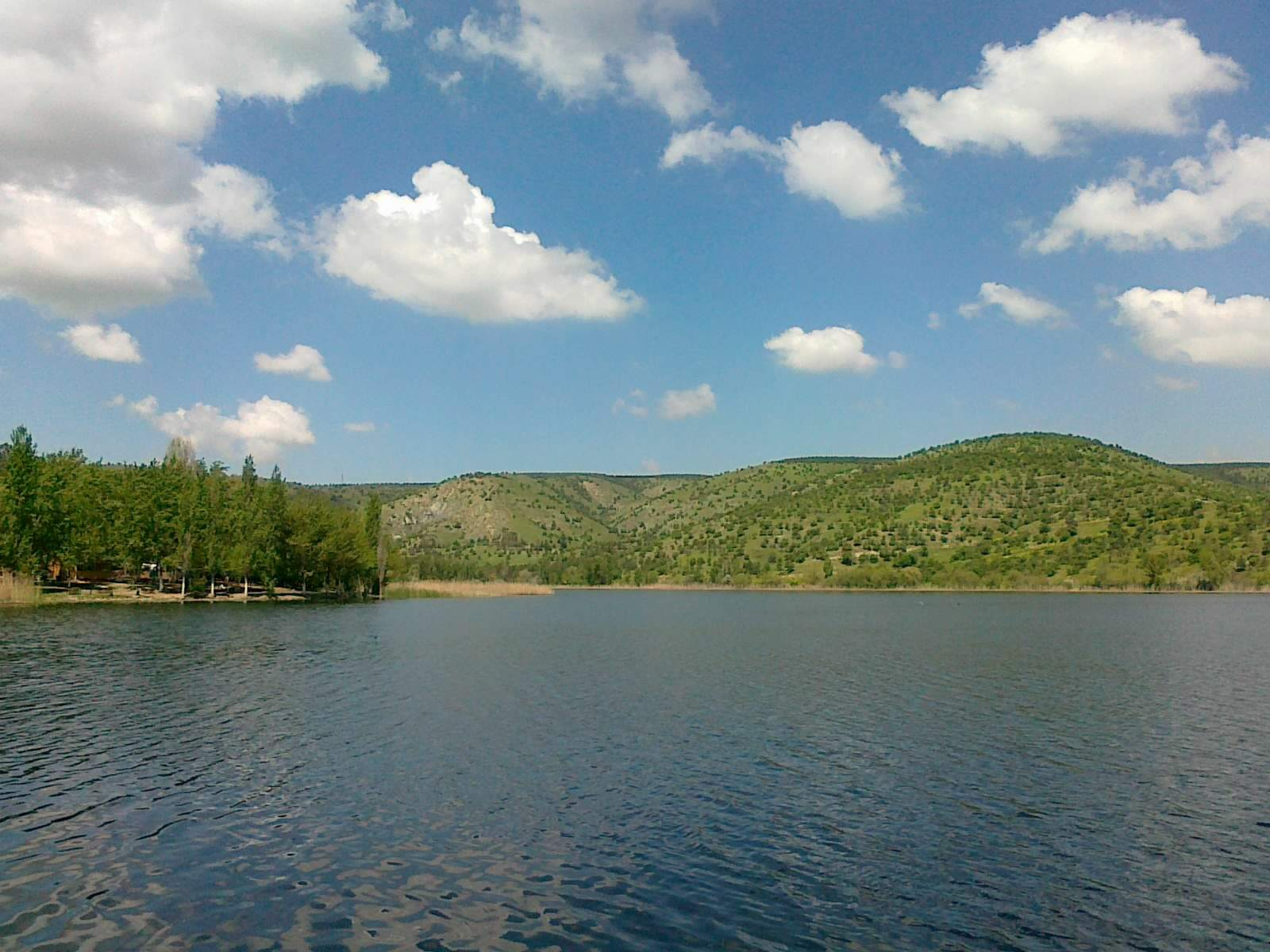

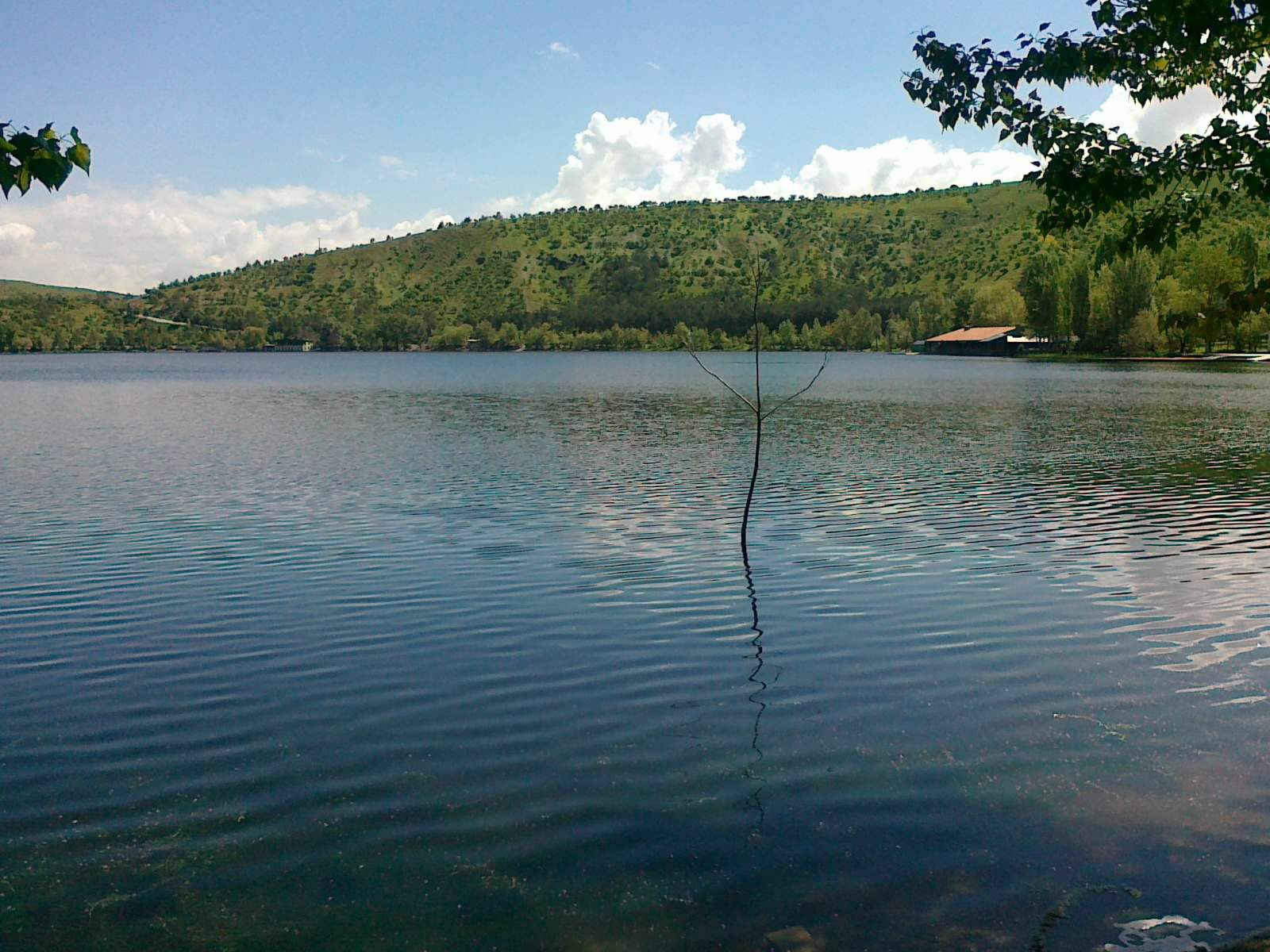

埃伊米爾湖（土耳其語：Eymir Gölü）是土耳其的湖泊，位於該國中部，距離首都安卡拉20公里，由安卡拉省負責管轄，長4.2公里、寬0.3公里，面積1.09平方公里，海拔高度969米，平均水深3.8米，最大水深5.5米。